# Newlyn School

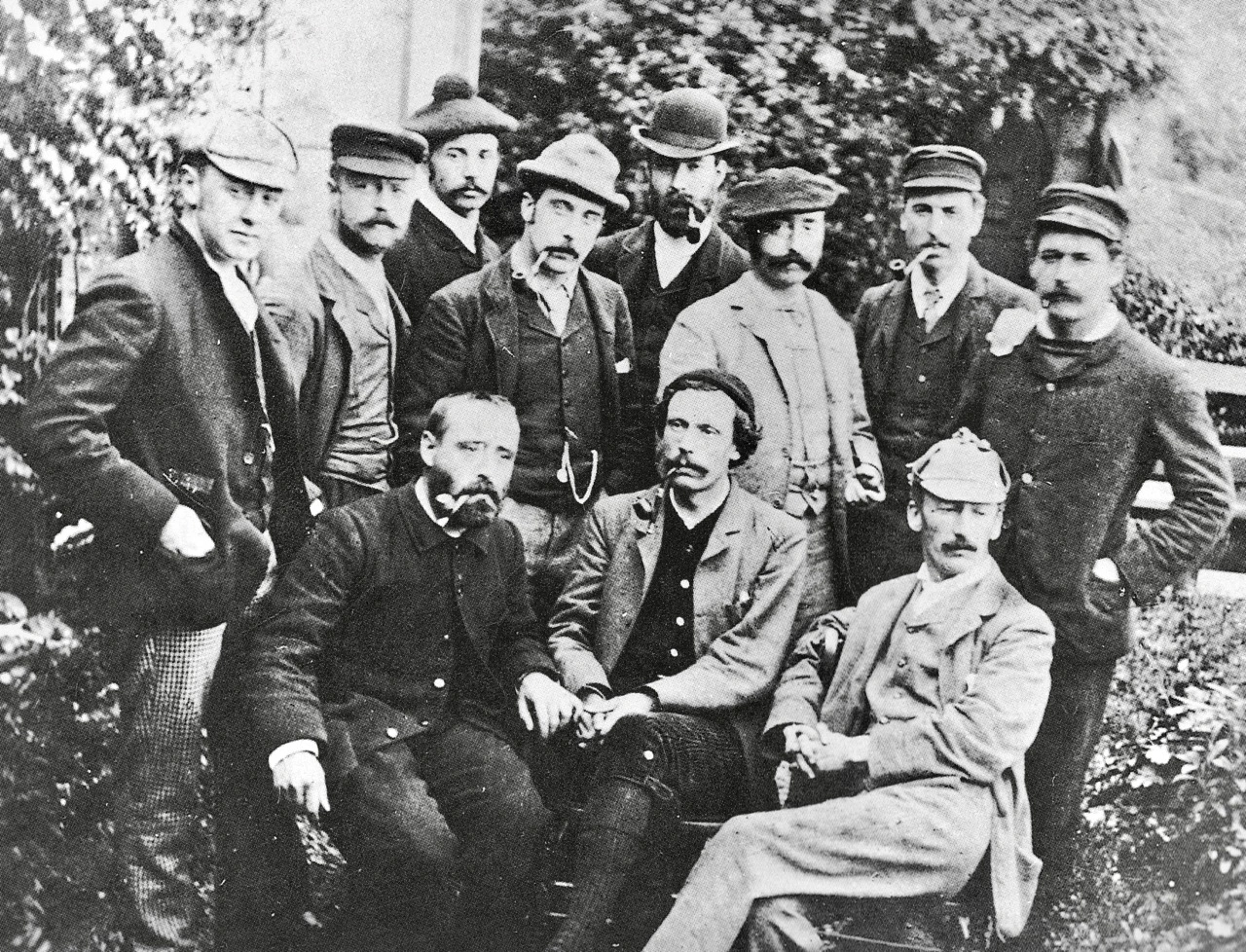
Newlyn Group 1884

Die Newlyn School war eine Kolonie von Künstlern mit Wohnsitz in oder in der Nähe von Newlyn, einem Fischerdorf nahe Penzance in Cornwall, England, die von den 1880er Jahren bis in das frühe 20. Jahrhundert Bestand hatte. Die Künstlergemeinschaft selbst wird auch mit Newlyn Group bezeichnet.  Die Einrichtung der Newlyn School hatte die Schule von Barbizon in Frankreich zum Vorbild, wo die Künstler Paris verließen, um in einer ungestörten Umgebung Freilichtmalerei betreiben zu können. Diese Schulen werden zusammen mit verwandten Bewegungen aus Kalifornien dem Spätimpressionismus zugeordnet. Zahlreiche Werke der Künstlervereinigung befinden sich heute in Penzance im Penlee House und der Newlyn School Gallery.

## Geschichte

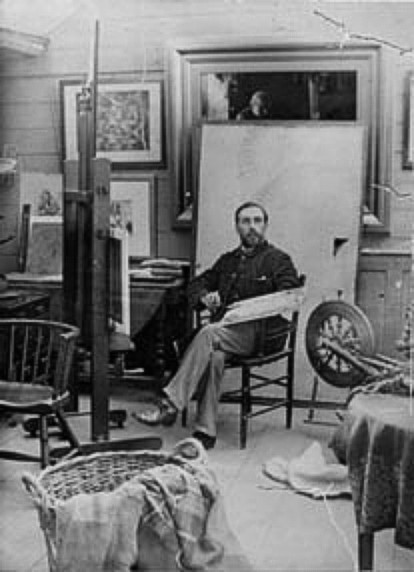
Walter Langley

Als Gründer der Kolonie gilt Walter Langley, der sich hier 1882 als erster der Gruppe niederließ. Ihm folgte zunächst sein Freund Edwin Harris, dann kamen 1883 Ralph Todd, Frederick Hall, Frank Bramley, Thomas Cooper Gotch und 1884 Stanhope Forbes dazu. Forbes war bald der führende Kopf der Gruppe, so dass er später für den Gründer der Gruppe gehalten wurde. 1884 folgten noch Albert Chevallier Tayler, Henry Scott Tuke und Frederick Millard. Am 4. September 1884 meldete die Tageszeitung The Cornishman, dass sich bereits 27 Maler in Newlyn niedergelassen hatten. 1885 kamen Percy Robert Craft und Elizabeth Armstrong zur Künstlergruppe, und 1886 folgte Norman Garstin, der die weitere Entwicklung der Künstlerkolonie nachhaltig beeinflussen sollte. Um die Werke der Malergruppe einer breiteren Öffentlichkeit zugänglich zu machen, wurde 1887 von Thomas Cooper Gotch und anderen die Newlyn Art Gallery gegründet, die noch heute zahlreiche Bilder der Vereinigung beherbergt. Gotch half auch bei der Einrichtung der Newlyn Industrial Classes, wo Jugendliche aus der Gegend verschiedenste Arten von Kunsthandwerk erlernen konnten.
Newlyn und seine Umgebung bot diesen Künstlern eine Reihe von Vorzügen: fantastisches Licht, billiges Leben und die Verfügbarkeit von preiswerten Modellen. Die Künstler waren fasziniert von den Fischern, ihrer einfachen Arbeit auf See und dem Alltag im Hafen und den umliegenden Dörfern. Dementsprechend wird in vielen Gemälden das heitere unbeschwerte Leben gepriesen. Einige Bilder zeigen aber auch die Gefahren und Tragödien, die sich in den Dörfern am Meer abspielen konnten: Frauen mit ängstlichem Blick auf das Meer, als die Fischerboote den Hafen verlassen, oder ein weinendes Mädchen, das Nachricht von einem Unglück erhalten hat.
Die Newlyn School wurde schließlich so bekannt, dass zwischen 1880 und 1900 etwa 120 Künstler nach Cornwall gekommen waren. Nachdem aber Ende des 19. Jahrhunderts einige Künstler Newlyn wieder verlassen hatten, gründeten Elizabeth Adela Forbes und ihr Ehemann Stanhope Forbes 1899 die Newlyn School of Painting. Dadurch konnte eine neue Generation von Künstlern in die Gegend um Newlyn gezogen werden. Wichtigster Vertreter dieser zweiten Generation war Samuel John Birch, genannt Lamorna Birch, der 1902 nach Cornwall kam und sich nahe Newlyn in Lamorna niederließ. Bald folgten ihm zahlreiche Künstler, darunter Stanley Gardiner, Frank Gascoigne Heath, Harold Knight, Laura Knight, Charles Naper und Ella Naper und bildeten die Lamorna Group, als deren Mentor Samuel John Birch galt.

## Wichtige Vertreter
- Frank Bramley
- Percy Robert Craft
- Henry Edward Detmold
- Stanhope Forbes
- Elizabeth Adela Forbes
- Norman Garstin
- Thomas Cooper Gotch
- Frederick Hall
- Edwin Harris
- Harold Harvey
- William Ayerst Ingram
- Walter Langley
- Frederick Millard
- Alfred Munnings
- Charles Napier Hemy
- Dod Procter
- Ernest Procter
- Henry Meynell Rheam
- Albert Chevallier Tayler
- Ralph Todd
- Henry Scott Tuke

Lamorna Group:
- Samuel John Birch
- Stanley Gardiner
- Frank Gascoigne Heath
- Harold Knight
- Laura Knight
- Charles Naper
- Ella Naper

## Galerie

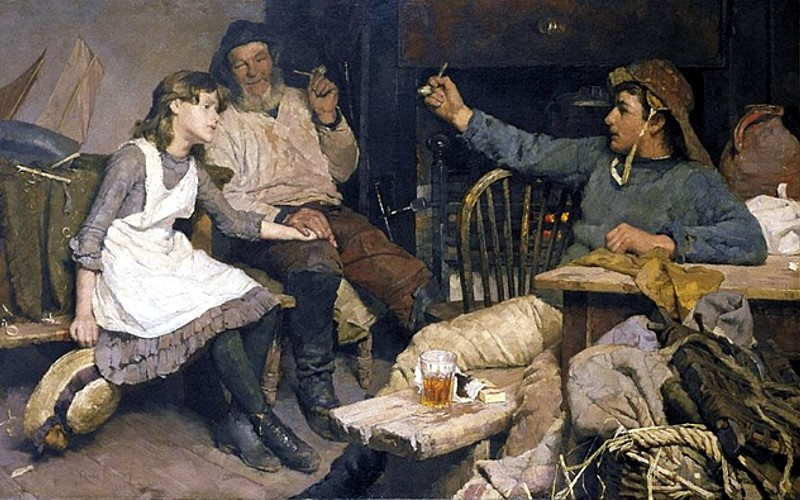
Frank Bramley: Every one his own Tale (1885)
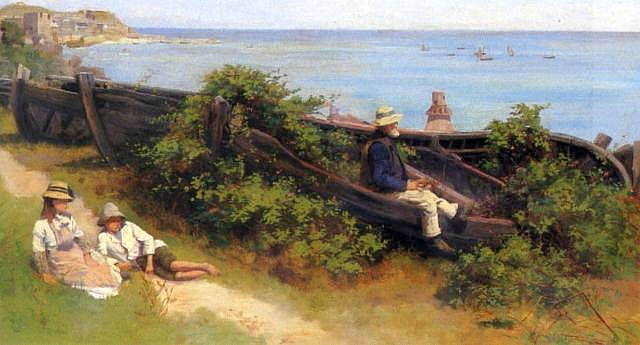
Percy Robert Craft: Waiting for the Boats (1887)
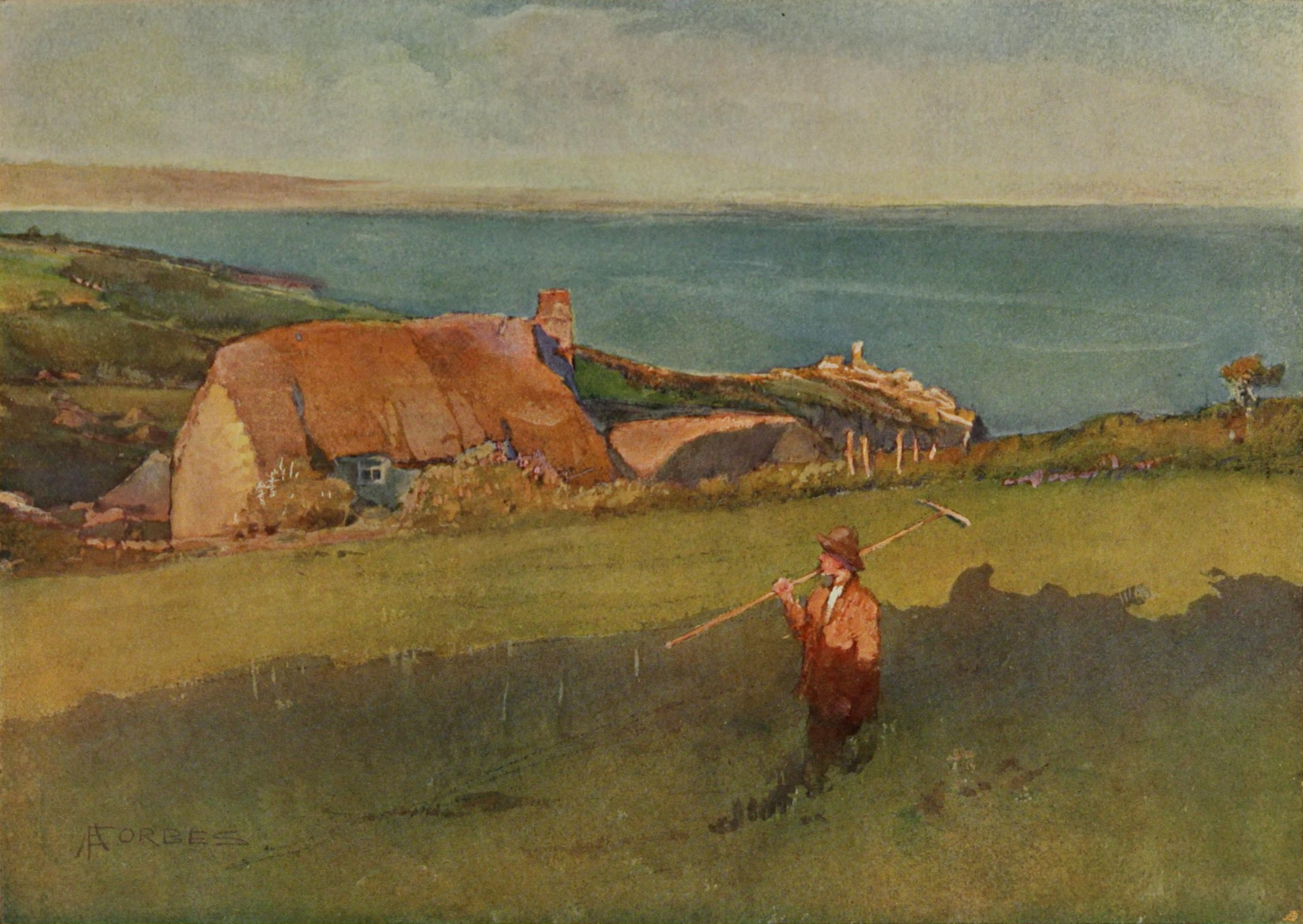
Elizabeth Forbes: Across Mounts Bay
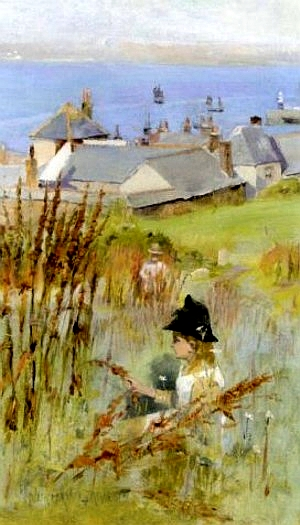
Norman Garstin: Newlyn from the Meadow
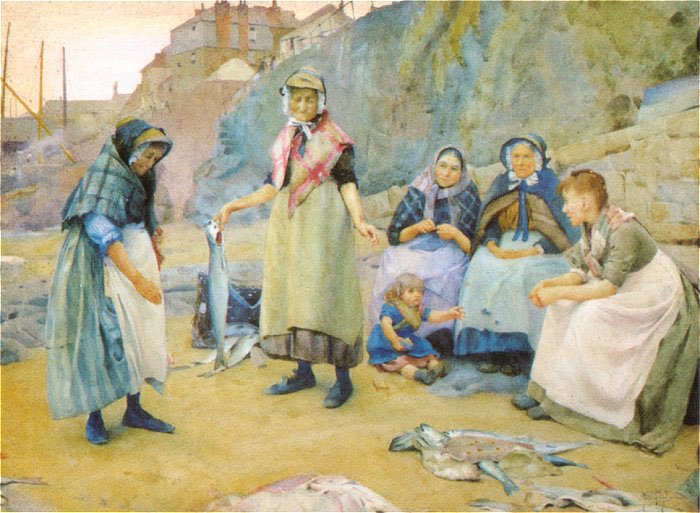
Thomas Cooper Gotch: Sharing Fish (1891)
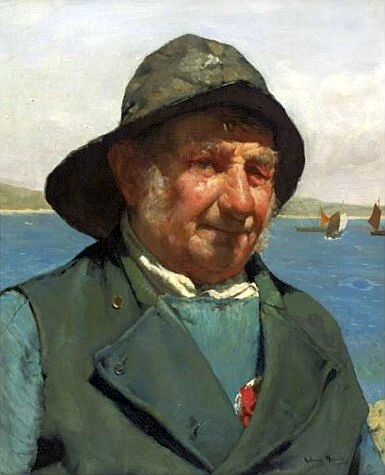
Edwin Harris: The Old Salt
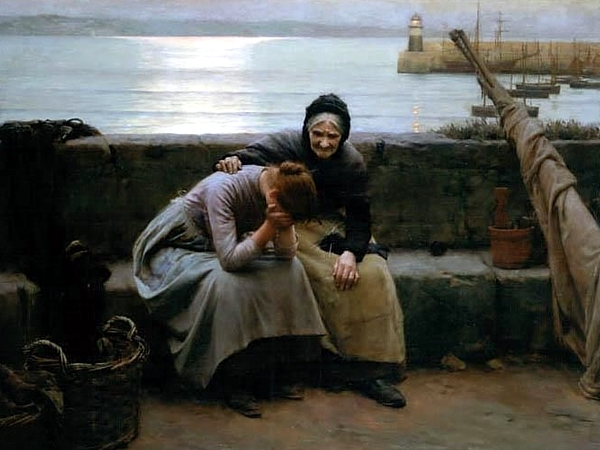
Walter Langley: Never Morning Wore to Evening but Some Heart Did Break (1894)
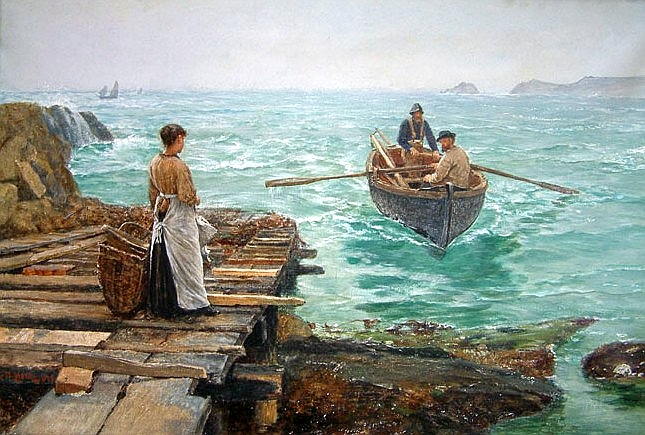
Charles Napier Hemy: Waiting (1895)
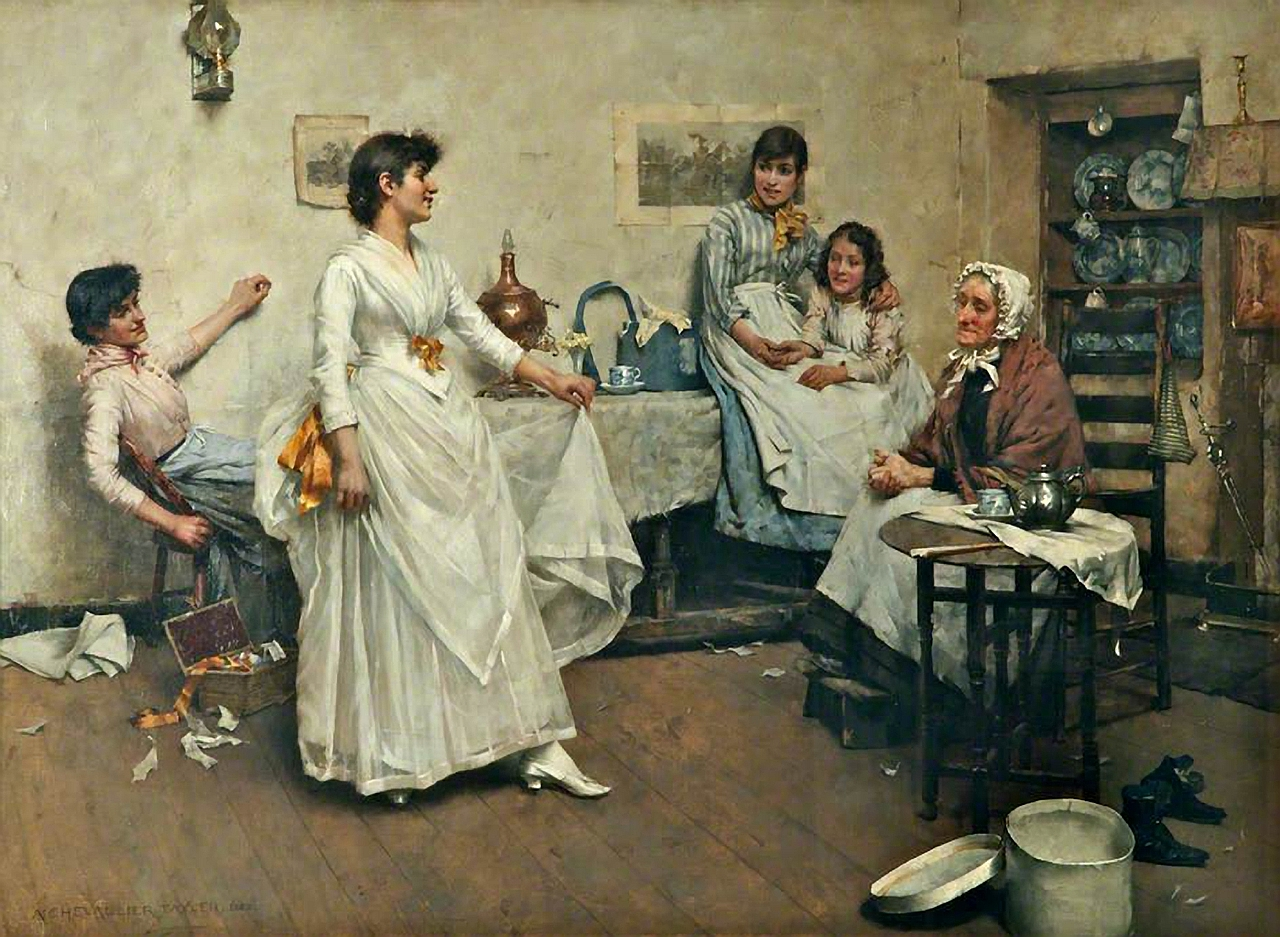
Albert Chevallier Tayler: A Dress Rehearsal (1888)
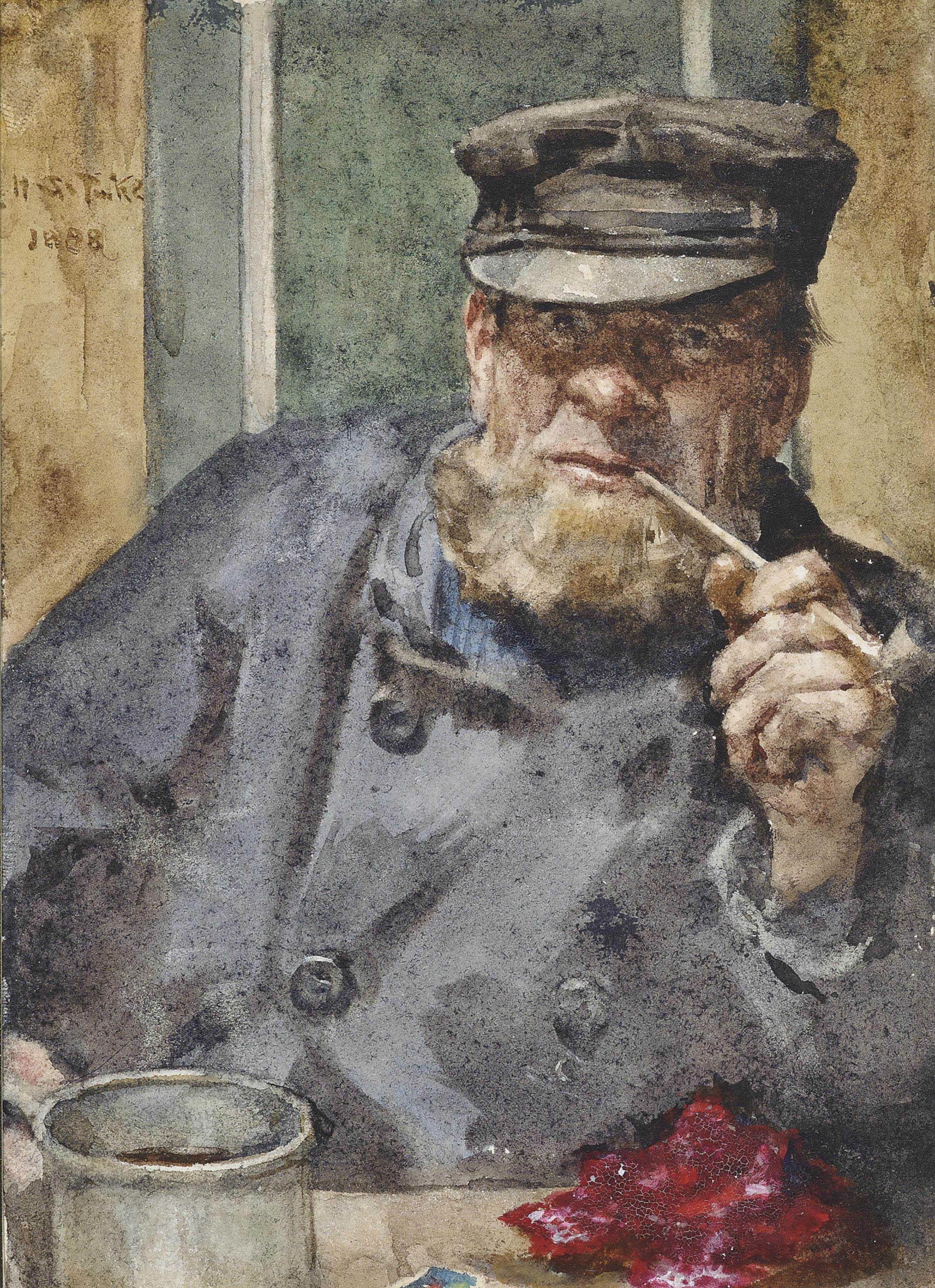
Henry Scott Tuke: The old Sea Dog (1888)